# Ceeceenus pannosus
Ceeceenus pannosus is een zachte koraalsoort uit de familie Paralcyoniidae. De koraalsoort komt uit het geslacht Ceeceenus. Ceeceenus pannosus werd in 2006 voor het eerst wetenschappelijk beschreven door van Ofwegen & Benayahu. 